# Hikawa
Hikawa (氷川町, Hikawa-chō) est un bourg du district de Yatsushiro, dans la préfecture de Kumamoto, au Japon.

## Géographie

### Démographie
Au 1er mai 2015, la population de Hikawa s'élevait à 12 110 habitants répartis sur une superficie de 33,36 km2.

## Histoire
La création de Hikawa date de 2005 après la fusion des anciens bourgs de Miyahara et Ryūhoku.